# 千代田区立和泉小学校
千代田区立和泉小学校（ちよだくりつ いずみしょうがっこう）は、東京都千代田区神田和泉町にある公立小学校。
2022年（令和4年）5月現在の児童数は359人（13学級）。
和泉小学校前の学校通りには佐久間小学校・佐久間幼稚園の記念碑「想い出の佐久間」がある。

## 概要
学校・地域の特色として「地域・家庭と協働して和泉の教育を推進し､子どもたち一人一人が､人にやさしい・自分につよい子として育つ教育を目指す」としている。

## 沿革
- 1993年（平成5年）4月1日 - 学校設置条例の改正に伴い、千代田区立和泉小学校開校。
- 1994年（平成6年）3月11日 - 校章、校旗および校歌を制定し、開校記念日を11月14日に決定。
- 1996年（平成8年）2月23日 - 千代田区研究協力校「地球にやさしい児童の育成」の研究を発表。
- 1999年（平成11年）2月18日 - 東京都小学校体育研究会研究協力校「学び合うことの喜びを感じる子どもの育成」の研究を発表。
- 2000年（平成12年）2月15日 - 千代田区研究協力校「学び合うことの喜びを感じる子どもの育成」の研究を発表。
- 2004年（平成16年）
  - 2月13日 - 千代田区研究協力校「人にやさしく 自分につよく」の研究を発表。
  - 8月31日 - 校庭の全面改修。
- 2006年（平成18年）2月13日 - 千代田区研究協力校「思いを伝え　受けとめ　学び合う」の研究を発表
- 2009年（平成21年）3月31日 - 校庭拡幅工事完了。
- 2010年（平成22年）10月29日 - 千代田区研究協力校「思いを伝え 受けとめ 学び合う」の研究を発表。
- 2014年（平成26年）10月29日 - 千代田区研究協力校「思いを伝え 受け止め 学びあう」～「書くこと」を通して、自らの考えを創り出す児童の育成～研究を発表。
- 2017年（平成29年）11月24日 - 千代田区研究協力校「地域や日本の良さを考え、伝えることができる子供の育成」の研究を発表。
- 2020年（令和2年）11月27日 - 千代田区研究協力校「夢と志をもちともに未来を切り拓く児童の育成」の研究を発表。
- 2023年（令和5年）1月 - 全教科 学び合いに関する研究協力校となる[2]。

## 学区
岩本町1丁目7～14番、岩本町2丁目9～19番、岩本町三丁目3～11番、東神田1～3丁目、神田和泉町、神田佐久間町1～4丁目、神田平河町、神田松永町、神田花岡町、神田佐久間河岸、神田練塀町、神田相生町 
小学校の児童数と教員数
| 年度     | 児童総数 | 1年生 | 2年生 | 3年生 | 4年生 | 5年生 | 6年生 | 教員数 | 職員数 |
| -------- | -------- | ----- | ----- | ----- | ----- | ----- | ----- | ------ | ------ |
| 令和元年 | 321人    | 55人  | 57人  | 43人  | 55人  | 65人  | 46人  | 23人   | 1人    |
| 令和2年  | 341人    | 65人  | 54人  | 57人  | 44人  | 56人  | 65人  | 23人   | 2人    |
| 令和3年  | 346人    | 72人  | 64人  | 55人  | 57人  | 44人  | 55人  | 25人   | 2人    |
| 令和4年  | 359人    | 74人  | 68人  | 64人  | 55人  | 53人  | 45人  | 25人   | 2人    |
| 令和5年  | 377人    | 67人  | 72人  | 68人  | 62人  | 55人  | 53人  | 26人   | 2人    |

## 進学先中学校
- 千代田区では、中学校は通学区域を設けず、「学びたい学校・学ばせたい学校」を自由に選ぶことができる学校選択制を実施している為、以下の中学校を選択する事になる。
- 千代田区立麹町中学校
- 千代田区立神田一橋中学校

## アクセス
出典
- JR東日本（総武線・山手線・京浜東北線）、首都圏新都市鉄道つくばエクスプレス線秋葉原駅（昭和通り口）から徒歩7分。
- 東京メトロ日比谷線秋葉原駅（出口1）から徒歩7分。
- 都営地下鉄新宿線岩本町駅（出口A4）から徒歩10分。

## 周辺
- ヨドバシカメラAkiba